# Rybi Potok (dopływ Białki)
Rybi Potok (słow. Rybí potok, niem. Fischseebach, węg. Halas-tavi-patak) – potok w Dolinie Rybiego Potoku w Tatrach Wysokich.
Rybi Potok wypływa z Morskiego Oka na wysokości 1395 m n.p.m. Jego zlewnia składa się z dwóch części: zlewni Morskiego Oka i położonego ponad nim Czarnego Stawu oraz zlewni poniżej progu Morskiego Oka. W stromych ścianach kotłów lodowcowych Morskiego Oka i Czarnego Stawu znajduje się gęsta sieć cieków, głównie okresowych, którymi powierzchniowo spływa woda, ponadto w rumoszu skalnym i morenach otaczających te stawy znajdują się liczne źródła rumoszowe i morenowe. Rynna potoku wypływającego z Morskiego Oka wcięta jest na 5–20 m w morenę blokującą wypływ wody z jeziora i ma szerokość około 2 m. Początkowo potok spływa z dużym spadkiem z moreny, ale po ponad 200 metrach następuje znaczne zmniejszenie spadku, a w jego korycie pojawiają się wielkie bloki morenowe. W tym miejscu potok rozlewa się, tworząc młaki oraz trzy niewielkie Rybie Stawki: Małe Morskie Oko, Żabie Oko i Małe Żabie Oko. Dalej potok płynie lasem, poniżej Drogi Oswalda Balzera. Zasilany jest nie tylko wodą z Morskiego Oka, ale także na całej swojej długości licznymi źródłami przykorytowymi, głównie morenowymi, oraz drobnymi ciekami spływającymi z Opalonego. Cieki te nie doprowadzają jednak wody do nurtu Rybiego Potoku, gubiąc ją w morenach i stożkach napływowych Doliny Rybiego Potoku.
W rejonie Wanty spadek potoku wyraźnie zwiększa się i Rybi Potok spływa kaskadami do Doliny Białki. Na wysokości około 1090 m n.p.m. łączy się z Białą Wodą, tworząc Białkę. Długość potoku wynosi 5 km, spadek 6,36%, a powierzchnia jego zlewni to 11,3 km². Średni przepływ kształtuje się na poziomie 650 l/s, jednak po dużych opadach lub po roztopach osiąga 20 000 l/s.
Z rzadkich w Polsce gatunków roślin nad Rybim Potokiem rośnie tojad kosmaty.

## Szlaki turystyczne
– szlak wiodący brzegiem Morskiego Oka (potok jest widoczny z mostku położonego zaraz za schroniskiem)
 – zimowe obejście zagrożonego lawinami odcinka Drogi Oswalda Balzera.

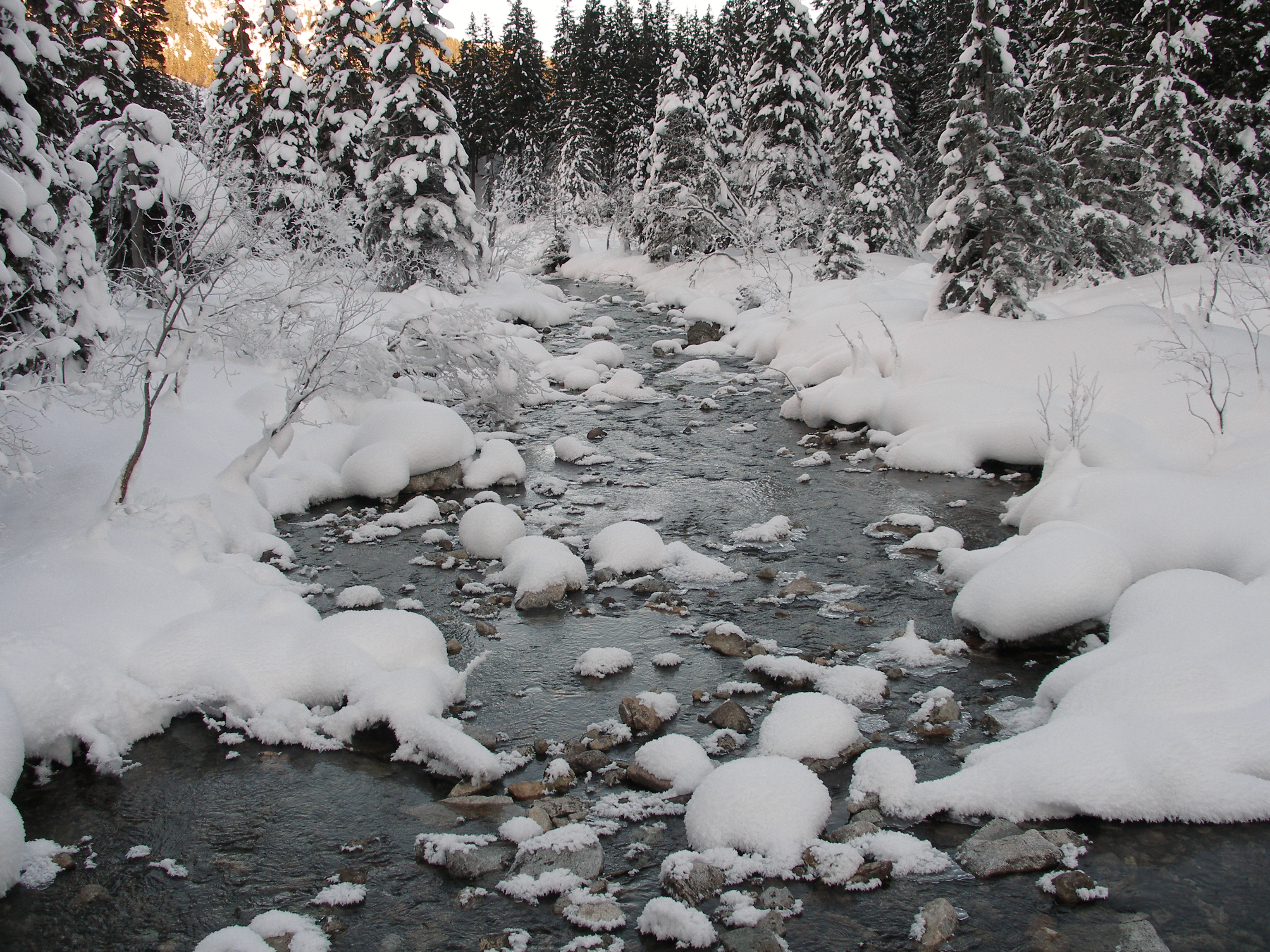
Rybi Potok zimą